# Esther Kreitman
Pour les articles homonymes, voir Kreitmann.
Hinde Ester Singer Kreytman, connue comme Esther Kreitman, née le 31 mars 1891 à Biłgoraj en Pologne et morte le 13 juin 1954  à Londres, est une écrivaine britannique d'origine polonaise.

## Biographie
Née Hinde Esther Singer à Biłgoraj en Pologne, elle est la fille du rabbin Pinkhes Mendl Singer et de Batsheva Zylberman Singer. Selon la légende familiale, ses parents voulaient un garçon et ont confié Esther Kreitman à une nourrice. Pendant son enfance, bien que ses parents refusent qu'elle reçoivent une éducation formelle, elle apprend plusieurs langues et découvre la littérature. C'est à cette époque qu'elle écrit ses premières histoires. Sa mère l'oblige à les détruire avant son mariage de peur que les gardes-frontières russe les considèrent comme séditieux mais selon Maurice Carr — le fils d'Esther Kreitman —, la mère de cette dernière était seulement jalouse du talent de sa fille.
Négligée par ses parents contrairement à ses trois frères cadets Israel Joshua Singer, Isaac Bashevis Singer et Moshe Singer, elle quitte finalement la maison familiale en 1912 grâce à un mariage arrangé avec le diamantaire d'Anvers, Avraham Kreitman.
Elle s'installe au Royaume-Uni en 1926 et survit en faisant des traductions depuis l'anglais vers le yiddish — elle traduit notamment Un chant de Noël de Charles Dickens et The Intelligent Woman's Guide to Socialism and Capitalism de George Bernard Shaw — et écrivant des histoires publiées dans plusieurs magazines de langue yiddish à travers le monde. Trois œuvres seront publiées de son vivant : Der Sheydim Tants (La danse des démons) en 1936, Brilyantn (Diamants) en 1944 et Yikhes (Lignée) en 1949.
Son œuvre la plus célèbre est Der Sheydim Tants qui raconte son expérience de jeune fille ayant grandi dans une famille hassidique dans les années précédant la Première Guerre mondiale. Il est traduit en anglais pour la première fois en 1946 sous le titre Deborah.
Selon Dafna Clifford, l'autrice de Prooftexts: A Journal of Jewish Literary History, Esther Kreitman est « une écrivaine yiddish talentueuse avec une voix unique. ». Elle note également que bien que, comme ses deux frères, elle écrive sur la Varsovie de son enfance, elle tente de s'en libérer tandis que ses frères en sont nostalgiques.
Esther Kreitman meurt le 13 juin 1954 dans son appartement londonien et est incinérée selon sa volonté. Après son décès, elle tombe dans l'oubli et n'est redécouverte par les chercheurs que dans les années 1990.
Selon Susan Weidman Schneider, Kreitman serait l'inspiration de son frère Isaac Bashevis pour la création du personnage principal de son roman Yentl.

## Œuvres traduites en français
- La Danse des démons [« Der Shedim »]  (trad. Carole Ksiazenicer et Louisette Kahane-Dajezer), Paris, Éditions des Femmes, 1988, 319 p. (ISBN 2-7210-0310-0)
- Blitz et autres histoires  (trad. Gilles Rozier), Paris, Éditions Calmann-Lévy, 2013, 298 p. (ISBN 978-2-7021-4448-0)
- Le Diamantaire [« Brilyantn »]  (trad. Gilles Rozier), Paris, Édition Calmann-Lévy, 2014, 300 p. (ISBN 978-2-7021-4471-8)